# Callinique II de Constantinople
Pour les articles homonymes, voir Callinique.
Callinique II de Constantinople (en grec : Καλλίνικος Β΄) est patriarche de Constantinople à trois reprises :
- du 3 mars 1688 au 27 novembre 1688 ;
- du 7 mars 1689 à juillet/août 1693 ;
- d'avril 1694 au 8 août 1702.